# صراخ قهري
الكلازومانيا باللغة الإنجليزية (من اليونانية («كلازو») ـــ يصرخ) يشير للصراخ القهري. إن له ملامح تشبه العرة المعقدة مثل: اللفظ الصدوي واللجلجة. البذاء يرى في اضطرابات العرة وقد يرى في الأشخاص المصابين بـالتهاب الدماغ النوامي، إدمان الكحول والتسمم بـأحادي أكسيد الكربون. تم نشر الصراخ القهري كحالة بدايةً على يد إل.بينيديك (L. Benedek) في عام 1925 على مريض مصابة بمرض باركنسون تالية لالتهاب الدماغ. 
قليل ما هو معروف عن هذه الحالة، حالات نادرة ما تم الإبلاغ عنها. 

## التصنيف
الصراخ القهري يشارك بعض الملامح مع العرات الصوتية التي تظهر في اضطرابات العرة بما فيها متلازمة توريت. الصراخ القهري قد وصف في مراجعة دورية في عام 2006 كحالة من العرات مختلفة عن متلازمة توريت (توريزم)، تنسب إلى عملية معدية (التهاب الدماغ) بدلا من متلازمة توريت. بلاغ حالة في عام 1996 في مريض واحدة بواسطة بيتز ايت ال (Bates et al) الذي اقترح أن الصراخ القهري كان عرة صوتية.

## العلامات والأعراض
الصراخ القهري يشابه العرات المعقدة الأخرى التي تشمل اللفظ الصدوي، اللجلجة. البذاء. حيث يعرف بالصراخ القهري، والذي يكون في شكل سباب، نخر، نباح. المصاب قد يظهر متورد الوجه، والصراخ القهري ممكن أن يزداد تكراره إذا كان الشخص هائج. المدة للنوبة تعتمد على الشخص، لكن من الممكن أن توصف بفترة الذروة، تليها فترات هادئة خفيفة متقطعة أقل حدة. على الرغم من أن الشخص قد يبدو وكأنه يعاني من الم، لكن لا يكون هناك تعب جسدي حقيقي. الصراخ قد يكون مصاحبا له أعراض أخرى، مثل نوبة شخوص البصر أو حركات لاإرادية أخرى. مظهر الصراخ القهري قد تم مقارنته بصرع الفص الصدغي، مع ذلك يمكن التمييز بين الاثنين بواسطة مدة النوبة وحقيقة ان المصاب يعاني الصراخ القهري تظهر استرجاع الوعي. 
في عام 1961، كانت هناك حالة تم الإبلاغ عنها بواسطة والفارات (Wohlfart) وصفت رجل بريد عرف ب (ك.ر) قد أصيب بالتهاب الدماغ النوامي في عمر 12. في حين أنه أخبر انه لا توجد اثار مرضية خطيرة من المرض، لقد كان سريع الغضب، يشتكي من التعب لعدة سنوات بعد التعافي. في عمر 22، تلقى المريض إصابة بالرأس، على الرغم من انه لم يعاني من ارتجاج بالمخ أو كسر بجمجمة الراس من الحادثة. بعد ستة أشهر، أصيب بتشنج حركي عيني، بالإضافة لخلل حركة الفم واللسان. في عمر 44، عانى المريض أول نوبة من الصراخ القهري. ظل المريض واعيا بكامل تفاصيل الحادثة، في حين انه كان يصرخ لحوالي نصف ساعة وظهر كالمجنون لساعات بعد ان انتهى من الصراخ. في اليوم التالي، شعر بتحسن، مع انه ابلغ بإحساسه بالتعب. استمر المريض بالمعاناة من النوبات لعدة أسابيع قبل الملاحظة من والفارات ورفاقه. بعد ذلك أصبح نموذج لوصف الصراخ القهري من بدايته للنهاية.
اعتماداً لحساب أحد مرضى والفارات، البداية قد توصف أحياناً بشرود الذهن: المريض ك.ر. ظل محدقاً ولا يستجيب الا للكلمات أحادية المقطع في الدقائق التي سبقت الحادثة. تطور التشنج الحركي العيني، خلال ما كان يظهر اللفظ الصدوي. بعد 15 دقيقة، اعراض حركية أخذت بالظهور، مع بعض التشنجات البسيطة في ذراعي المريض التي تطورت لحركات دائرية كبيرة. وبعد 20 دقيقة، وصلت النوبة لذروتها، احمرّ المريض وأصبحت الحركات القهرية أكثر حركة في ذراعيه وراكلاً رجليه. بدأ بالسباب، الصراخ، إصدار الضوضاء، النخر، والنباح بصوت عالي مع النوبات المتقطعة من اللهاث الثقيلة. قدم المريض بعض الملاحظات على الناس المتواجدة، مع تعليقاته التي كانت ذات صلة بحالة السؤال. حاول عدة مرات تبرير تصرفاته. بعد حين كان المريض بمقدرة على تقديم تقرير بما قد حدث. والفارات ات ال استنتج ان المريض كان على علم بما حوله خلال النوبة، من خلال تعبيره بالقلق على مواعيد مجدولة فائتة، أظهر المريض بعض القدرة على التحكم بتصرفاته متى ما تحدث بلهجة حادة، لكنه كان يرجع للصراخ لامحالة، ولحركاته بضعة ثواني من السكون. كانت النوبة تستمر لمدة ساعة ونصف الساعة مصاحبة لإفراز اللعاب، العرق، وسرعة دقات القلب. كانت ذروة النوبة تستمر 30 دقيقة: هدأت الحدة، على الرغم من ان المريض استمر بنوبات الصراخ والحركات بعد عدة دقائق من الهدوء. كانت فترات الهدوء بين نوبات الصراخة تصبح أطول، حتى أصبحت النوبة كاملة تستمر لأكثر من ساعة ونصف.

## الأسباب
على الرغم من أن السبب في الصراخ القهري غير معروف، من أن المرض يعتبر مرتبطا بالتهاب الدماغ النوامي، حيث أظهر بحث في مجلة علمية على يد جانكوفيك وميجا أن ارتباط صفات الكلازومانيا بالعرات التي لا تنتمي لمتلازمة توريت، تظهر بشكل واسع عند التهاب الدماغ النوامي من عام 1916 إلى 1927.
قام وولفارت في عام 1961 بوضع فرضية أن سبب الصراخ القهري هو اضطراب في منطقة متوسط الدماغ وخلل في وظيفة دائرة الخلايا الحركية من منطقة المادة السوداء إلى منطقة الكرة الشاحبة داخل الدماغ. 
في تقرير حالة عام 1996, افترض باتس أن الكلازومانيا تشبه إلى حد ما عرات الصوت في متلازمة توريت، على الرغم من أنه ليس شرطا لمرضى الصراخ القهري أن يكون لديهم العرات اللازمة لتشخيصهم بتلازمة توريت. لاحظ باتس وزملاؤه حالة كان إدمان الكحول والتهاب دماغ نوامي يصاحبهما عرات صوتية وفي بعض الأحيان صراخ قهري. افترض باتس أن سبب الصراخ القهري متصل بطريقة ما مع التأثيرات المجتمعة الناتجة من التهاب الدماغ أو إدمان الكحول.

## الفيسيولوجيا المرضية
قام جانجوفيك وميجا في عام 2006 بملاحظة أن العينات المأخوذة من جثث المصابين بالتهاب الدماغ النوامي تظهر تليف عصبي وموت العصبونات في كل من منطقة الكرة الشاحبة، متوسط الدماغ، المادة الرمادية، منطقة الوطاء والمادة السوداء في الدماغ. 
قام وولفارت بافتراض أن الصراخ القهري ينتج من المادة الرمادية المحيطة بالمسال في متوسط الدماغ. حيث تم إثبات وتحديد مركز الصوت عند الحيوانات في نفس المنطقة وتمت ملاحظة تأثيرات مشابها للصراخ القهري في أصوات الحيوانات عند تعريضهم للتحفيز الكهربي في تلك المنطقة. افترض وقتها وولفارت وزملاؤه أن تنبيه تلك المطقة من الجهاز العصبي الذاتي من الوطاء يرتبط بالصراخ القهري، مضيفا إلى ذلك مشابهة الصراخ القهري لسلوك  الاستشاطة الكاذبة عند الحيوانات والتي تنتج أيضا عن تحفيز الجهاز العصبي الذاتي في جسم الحيوان.
في خلال نوبة الصراخ، يمكن أن يعاني المريض من أعراض أخرى مثل استجابة الحدقة، ازدياد نبضات القلب، زيادة اللعاب في اللسان، ارتفاع ضغط الدم، نباح وغضب شبيه بالاستشاطة الكاذبة عند الحيوانات.ولكن على الصعيد الآخر، قال باتس وزملاؤه (1996) أن التصوير العصبي ونتائج التحليل الباثولوجي لا تدعم فرضية اتصال الوطاء المشابهة للاستشاطة الكاذبة عند الحيوانات.

## التشخيص
يصف جانكوفيك وميجا الصراخ القهري كعرات تشبه تلك التي في متلازمة توريت ولكن ليست منها. وبالنسبة إلى الإصدار الرابع من الدليل التشخيصي والإحصائي للاضطرابات النفسية، تشخص متلازمة توريت عند موافقة معايير التشخيص للأعراض مع عدم وجود مسبب آخر. وبذلك، يجب استبعاد العرات التي لا تنتمي إلى متلازمة توريت أولا قبل إثبات التشخيص أو نفيه. لا توجد اختبارات خاصة بالصراخ القهري، بل يتم التشخيص بالاعتماد على الأعراض والتاريخ المرضي.
بالنسبة لباتس، تخطيط أمواج الدماغ لا يظهر الاضطرابات الملحوظة في الصراخ القهري، والوصل بين الصراخ القهري والصرع غير محتمل. 

## العلاج
عند استخدام جرعات كبيرة، يساعد الأتروبين في التحكم بالحركات اللاإرادية المرتبطة بالصراخ القهري في مريض واحد; محاولة لعلاجه بمركب من فينوباربيتال و تريهكسفينيديل (معروف بـارتان) كانو قد مزجوا. 
فينوباربيتال يعمل كمضاد للصرع، في حين أن ارتان يستخدم لعلاج الحركات الاإرادية في مرض باركنسون، ومع ذلك، وجد أن هذا المركب ليس لديه أي تأثير فعال في علاج الصراخ القهري. 
الصراخ القهر لا يستجيب مضادات الصرع.

## التاريخ
كلمة الصراخ القهري أو الكلازومانيا" أتت من اليونانية "كلازو" وتعني "يصرخ". الكلمة قد صيغت بواسطة إل.بينيديك في 1925 عندما كان يشهد نوبات من الصراخ القهري في مريض مصاب بباركنسونية تالية لالتهاب الدماغ. وقد أخبر بان النوبات قد تستمر لعدة ساعات وتظهر كأنها خارج إدارة المريض. وكان قد وصف الصراخ بالصوت العالي للغاية التي قد تكون مقاطع صوتية، حروف أو حتى أصوات الحيوانات. بالإضافة لذلك، لقد لاحظ في طبيعة الصراخ انه قد يظهر المريض كأنه يحس بالألم، والأصوات نفسها كانت لا علاقة لها بالإحساس بعدم الراحة. بدأ المريض بالمقدرة على توقع الحادث ومن الممكن منعه بالتنفس العميق والسريع. على الرغم من ذلك، لاحظ المجهود المطلوب ليمنع الصراخ القهري الذي قد يكون متعب أكثر من كونه تحمل. قال أيضا: مع ان القلق قد يزيد تكرار الصراخ القهري، إلا انها لا تأثر على المظهر العام.
اثنان من زملاء إل.بينيديك، هم: إي. فون ثروزو وتي.كاتونا، سجلوا مثالين إضافيين للصراخ القهري في عام 1927.
اضافوا على ملاحظات بينيديك الأولية، وصف الوجه المتورد الغاضب لمريض، والضجر والاهتياج. ولاحظوا بعدئذ ان المريض يعتذر للحادثة، مما يدل على الوعي المريض للتصرفات. بناءً على ذلك، ثروزو وكاتونا اقترحوا انه لا وجود لفقدان الوعي خلال نوبات الصراخ القهري وأن المصابين يظلوا واعيين بشكل كامل لما يدور حولهم.  
واحدة من أهم الحالات والتي كانت فيها العدوى متصلة بالصراخ القهري ملحوظة في التهاب الدماغ النوامي من 1916 إلى 1927. هذه العدوى أظهرت أيضا بعض الملاحظات لعرات أخرى كان لها صلة مع التهاب الدماغ النوامي مثل ترديد اصوات الآخرين (تردد صدوري) واللجلجة ونوبة شخوص البصر
في عام 1961, قام وولفارت بتقرير حالة صراخ قهري مصاحبة لنوبة شخوص بصر، ومع أعراض أخرى لمتلازمة باركنسون. ظهر في التقرير أن الصراخ القهري من الممكن أن يكون ناتجا عن استهلاك الكحول المزمن. قام باتس بتقرير حالة مريض بعمر 63 عاما قدم إلى المشفى النفسي بتاريخ سنتين من الصراخ المفاجئ. ادعى الرجل وقتها أن لا ذاكرة لديه عن تلك الحالات، والتي كانت حول الثواني من الزمن. من خصائص الصراخ الموصوفة وقتها أنه كان مثل (آآآهه) أو صراخ لطلب النجدة ولوحظ على المريض الغضب خلال تلك النوبات. في نهاية النوبة لوحظ على الرجل علامات الدهشة والاستغراب، وكان يستطيع اكمال المحادثات بشكل سليم، وكان المريض واعيا فيما بين النوبات. في العادة كانت النوبات تأتي مرة أو اثنين كل شهر، غالبا في الليل، متقدمة في السوء مع تقدم الوقت عن أول نوبة. 
ملاحظات الصراخ القهري عند مرضى التهاب الدماغ ساهمت في إنشاء الدعامة في علم الأعصاب عن العرات في علل أخرى، متضمنة متلازمة توريت.